# Ян Олшевски
Ян Фердѝнанд Олшѐвски (на полски: Jan Ferdynand Olszewski) е полски политик, адвокат и публицист.
Активист на демократичната опозиция и защитник в политическите процеси по време на Полската народна република, премиер през годините 1991 – 1992, депутат в полския сейм I, III и IV каденция през годините 1991 – 1993 и 1997 – 2005, създател и председател на Движение за Жечпосполита и Движение за възраждане на Полша, през годините 1989 – 1991 и 2005 – 2006 член на Държавния съд, съветник на президента Лех Качински през годините 2006 – 2010. Кавалер на Ордена на Белия Орел.

## Семейство и образование
Роден е в семейството на Ядвига (с родова фамилия Окшея) и Фердинанд Олшевски, железничари, политически свързани с Полската социалистическа партия. По време на немската окупация от 1943 г. е член на конспиративното скаутско движение – Сиви редици и участва във Варшавското въстание като свръзка. 1946 – 1947 г. участва в предизборната кампания на Полската народна партия. През 1949 г. завършва гимназията „Полковник Леополд Лис-Кула“. През 1953 г. завършва право във Варшавския университет.
Женен е за Марта Олшевска.

## Обществена и професионална дейност в Полската народна република
След завършване на образованието си работи в Министерството на правосъдието (1954), след това в катедрата по правни науки в Полската академия на науките (до 1956 г.).
1956 – 1957 г. е член на редакционната колегия на седмичника Po prostu. Заедно с Валери Намоткевич и Йежи Амброжевич написва текст „На среща с хората от Армия Крайова“ (поместен в това списание в издание от 11 март 1956 г.), в който авторите призовават към реабилитация на войниците от Армия Крайова. В своите статии насочва към злоупотребите в съдебната система и симбиозата между партийния апарат и престъпното общество в провинцията.
1957 г. получава забрана да публикува за две години.
През 60-те години е защитник в политическите процеси на Мелхиор Ванкович (1964), Яцек Курон и Карол Модзелевски (1965), Януш Шпотански (1968), Адам Михник и Ян Непомуцен Милер. В годините 1968 – 1970, във връзка със защитата на студенти арестувани по време на мартенските манифестации във Варшава, получава възбрана да практикува професията си. След този период се връща към работата си като адвокат. През 1970 г. взема участие като защитник в процеса на активистите за свобода от организацията „Движение“.
През декември 1975 г. е инициатор и съавтор (заедно с Яцек Курон и Якуб Карпински) на „Писмо на 59-имата“ до Сейма, което представлява протест срещу промените в Конституцията на Полската народна република. През януари 1976 г. заедно с Войчех Жембински написва „Писмо на 14-имата“ до Сейма против въвеждането на точка в Конституцията за неприкосновеността на съюза със Съветския съюз. През юни 1976 г. подписва декларация от 14 интелектуалисти, които са солидарни с работническите процеси.
През 1976 г. е един от основателите на Независимия полски съюз. В периода на своята дейност в този съюз издава над 50 публикации. През 1977 г. написва ръководството „Гражданинът и службите за сигурност“, което се превръща в инструкция за опозиционистите разпитвани от хората на Службите за сигурност по време на военното положение.
През 1976 г. участва в основаването на Комитет за защита на работниците. Съавтор е на „Апел към обществото и властите от Полската народна република“ от 23 септември същата година. Умишлено името му не фигурира в списъка на членовете на Комитета за защита на работниците, което улеснява правната му помощ на работниците след юнските събития.
През септември 1980 г. се включва в създаването на независим профсъюз във Варшава. На среща на представителите на независими профсъюзи в Гданск същата година, заедно с Карол Модзелевски, излизат с концепцията да се обединят всички нововъзникнали профсъюзи в една общополска структура, което бива прието. Бил е съветник на Националната координационна комисия (от октомври 1981 г. Национална комисия) на Независимия самоуправляем профсъюз „Солидарност“, също и в управлението на регион Мазовше. Той е и един от авторите на първия устав на „Солидарност“. Заедно с Веслав Хшановски ръководи процедурата по регистриране на профсъюза в съда. През декември 1980 г. е съосновател на Комитетите за защита на политическите затворници. От януари 1981 г. е част от програмен консултативен съвет при Център за социално-професионални изследвания към Националната координационна комисия.
След въвеждането на военното положение (заедно с Веслав Хшановски) безуспешно се опитва да накара интернирания Лех Валенса да призове управляващите на „Солидарност“ да отменят планираните за 31 август 1982 г. протести. От името на секретаря на полския епископат, архиепископ Бронислав Домбровски, води разговори с представители на властта относно освобождаването на болните от затвори и лагери за интерниране. Бил е защитник на Лех Валенса, Збигнев Ромашевски, Збигнев Буяк. През пролетта на 1983 г. е инициатор на общата декларация на подземния Независим самоуправляем профсъюз „Солидарност“ и браншовите организации, която изразява протеста срещу забраната за всички профсъюзи в Полша. Тогава е задържан за 48 часа, след което, направо от съда, се явява в съдебната зала като защитник в процеса на Работническия комитет на „Солидарност“.
Упълномощен от примас Юзеф Глемп през 1984 и 1985 г. се явява като прокурор в процеса за убийството на свещеника Йежи Попелушко. В речта си представя своята версия за случилото се, като твърди, че убийството е трябвало да бъде политическа провокация, чиято цел е била да породи сблъсъци в страната.
Ян Олшевски е един от подписалите декларация на 31 май 1987 г., издадена от група хора, поканени от Лех Валенса и съдържаща основните цели на опозицията. След задържането на укриващия се Корнел Моравецки е трябвало да бъде негов защитник, но го убеждава (заедно с Анджей Стелмаховски) да емигрира през април 1988 г. През декември 1988 г., във връзка с планираните разговори на Кръглата маса е съосновател на Гражданския комитет при председателстващия Независим самоуправляем профсъюз „Солидарност“. Предприема действия с цел да се изяснят обстоятелствата, при които през 1989 г. са извършени убийствата на свещениците Стефан Неджеляк, Станислав Суховолец и Силвестер Зих.
От 1982 г. до 1989 г. публикува в „Католически преглед“, през 1989 г. започва да си сътрудничи със „Седмичник Солидарност“.

## Дейност в III Жечпосполита
Участва в заседанията на Кръглата маса. 1989 – 1991 г. изпълнява длъжността заместник-председател в Държавния съд. През 1989 г. става член на Независимия комитет за разследване на Катинското клане, а през 1990 г. става съосновател на Полската Катинска фондация.
От 1990 г. е част от Споразумение Центрум (Porozumienie Centrum). През есента на същата година участва в приготвянето на изборната програма на Лех Валенса. След това става член на Консултативния комитет на Президента на Република Полша Лех Валенса (1991 г.)
По време на парламентарните избори през 1991 г. получава депутатско място в Сейма (I каденция) от листата на Гражданско споразумение Центрум (Porozumienia Obywatelskie Centrum).
На 6 декември 1991 г. Сеймът (I каденция), по искане на президента, назначава Ян Олшевски за премиер. След като формира кабинета, спечелва вота на доверие. Първата си чуждестранна визита като премиер прави през февруари 1992 г. във Ватикана.
Като министър-председател се обявява за забавяне на приватизацията на държавните активи, обявява се също за декомунизация в Министерството на отбраната и Министерството на вътрешните работи. През май 1992 г. се обявява против предаването на базите, напуснати от руската войска в ръцете на международните полско-руски фирми. С резолюция на Сейма, на 5 юни 1992 г. правителството на Ян Олшевски е свалено, след проведен вот на недоверие. Във връзка с действията на министъра на вътрешните работи Антони Мачеревич, гласуването за сваляне на правителството е ускорено.
През 1992 г. напуска Споразумение Центрум, става основател на Движение за Жечпосполита (Ruch dla Rzeczpospolitej), в което заема длъжността председател. Заедно с Партия на свободата (Partia Wolności) на Корнел Моравецки и Akcja Polska на Антони Мачеревич, преди парламентарните избори през 1993 г. съставя Коалиция за Жечпосполита, която с резултат 2,7% не успява да прекрачи избирателния праг. Самият той, кандидатирайки се за Сейма от варшавския регион, спечелва 39 071 гласа.
След като губи депутатското си място участва в различни инициативи, които интегрират извънпарламентрните десни групи. На президентските избори през 1995 г. заема четвърто място с подкрепа от 6,86% (1 225 453 гласа). На втория тур не подкрепя нито един от кандидатите.
След този резултат основава нова партия Движение за възраждане на Полша, която според сондажите през 1996 г. получава голяма подкрепа. Позицията на новото сформирование отслабва при появата на Akcja Wyborcza Solidarność, към която се присъединяват голяма част от партиите извън Сейма. На изборите през 1997 г. Движение за възраждане на Полша понася относителна загуба като получава 5,56% от гласовете и 6 депутатски места в Сейма (III каденция). Едно от тях е за Ян Олшевски, който става член на Комисията по външните работи и Комисията по правосъдие и човешки права.
На изборите през 2000 г. отново се кандидатира, но ден преди гласуването се оттегля и подкрепя Мариан Кшаклевски.
По време на парламентарните избори през 2001 г. за трети път става депутат от варшавския окръг, този път от листата на Лигата на полските семейства (Liga Polskich Rodzin).
Преди парламентарните избори през 2005 г. заедно с Антони Мачеревич и Габриел Яновски създава партията Патриотично движение (Ruh Patrioticzny), която в изборите за Сейма получава 1,05% от гласовете. Самият Ян Олшевски се кандидатира в тези избори за сенатор от варшавския регион, но без особен успех – спечелва около 123 хил. гласа (16,22%) и заема шесто място.
2005 – 2006 г. е отново заместник-председател на Държавния съд. От 10 април 2006 г. е съветник на президента на Република Полша Лех Качински по политическите въпроси. На парламентарните избори през 2007 г. е трябвало да се кандидатира за Сената от Право и справедливост, но не се събират достатъчно подписи за неговата кандидатура. На 9 ноември същата година заема длъжността на шеф на комисията по верификация към Военната информационна служба, замествайки Антони Мачеревич. На 20 януари 2011 г. се отказва от председателството на Движение за възраждане на Полша, което на 23 юни 2012 г. се саморазпуска.

## Награди и отличия
На 3 май 2009 г., в знак на признание за заслугите към Република Полша и неговата дейност, е удостоен от президента Лех Качински с Ордена на Белия Орел. По-късно е член на Капитула на ордена.
През 2008 г. съветът на Полската Катинска фондация го удостоява с Медал в памет на жертвите от Катинското клане (Medal Dnia Pamięci Ofiar Zbrodni Katyńskiej). През декември 2013 г. е отличен с Наградата на Св. Григорий I Велики, присъждана от изданието „Независим полски вестник – Нова държава“.
На 5 юни 2014 г. е удостоен със званието Почетен гражданин на Варшава.
|  | Тази страница частично или изцяло представлява превод на страницата Jan Olszewski в Уикипедия на полски. Оригиналният текст, както и този превод, са защитени от Лиценза „Криейтив Комънс – Признание – Споделяне на споделеното“, а за съдържание, създадено преди юни 2009 година – от Лиценза за свободна документация на ГНУ. Прегледайте историята на редакциите на оригиналната страница, както и на преводната страница, за да видите списъка на съавторите. ВАЖНО: Този шаблон се отнася единствено до авторските права върху съдържанието на статията. Добавянето му не отменя изискването да се посочват конкретни източници на твърденията, които да бъдат благонадеждни. |